# Deatîlivka, Slavuta
Deatîlivka (în ucraineană Дятилівка) este un sat în comuna Nohacivka din raionul Slavuta, regiunea Hmelnîțkîi, Ucraina.

## Demografie
Componența lingvistică a localității Deatîlivka
     Ucraineană (100%)
Conform recensământului din 2001, toată populația localității Deatîlivka era vorbitoare de ucraineană (100%).